# Miki Sakai
Miki Sakai (酒井美紀?, Sakai Miki; Shizuoka, 21 febbraio 1978) è un'attrice e cantante giapponese.
È nota principalmente per aver interpretato il film drammatico Love Letter, per il quale vinse nel 1996 l'Awards of the Japanese Academy come miglior nuovo talento.

## Biografia

### Carriera musicale
Miki Sakai debuttò come cantante nell'aprile 1993, incidendo il singolo Eien ni Suki to Ienai. Nel 1994 la canzone Heart no Mori e Tsuretette fu utilizzata come sigla di apertura dell'anime La leggenda di Biancaneve. Nel 1995 uscì il suo primo album, intitolato Watashi no Sukina Mono. In totale la Sakai ha inciso 4 album discografici e 13 singoli.

### Carriera cinematografica
Il debutto come attrice avvenne nel 1995, con Love Letter, che le valse nel 1996 l'Awards of the Japanese Academy come miglior nuovo talento e il premio come miglior nuovo talento al Yokohama Film Festival. Nel 1997 vinse un altro premio come miglior nuovo talento, al Nikkan Sports Film Awards, per le sue interpretazioni in Yukai, Aisuru e Nagareita shichinin, mentre nel 1998 ricevette una nomination agli Awards of the Japanese Academy come miglior attrice non protagonista per Yukai.
Dopo essere apparsa in molte serie televisive, nel 2001 la Sakai fu scelta per interpretare Tomie Kawakami in Tomie: Re-birth, terzo film della serie Tomie, tratta dall'omonimo manga di Junji Itō, diretto da Takashi Shimizu. Nel 2003 la Sakai doppiò il personaggio di Anaguma in One Piece: Trappola mortale, film d'animazione tratto dal celebre manga One Piece.

## Filmografia

### Cinema
- Love Letter di Shunji Iwai (1995)
- Himeyuri no tō di Seijirō Kōyama (1995)
- Miyazawa Kenji sono ai di Seijirō Kōyama (1996)
- Nagareita shichinin di Seiji Izumi (1997)
- Koi to hanabi to kanransha di Hakaru Sunamoto (1997)
- Yukai di Takao Okawara (1997)
- Aisuru di Kei Kumai (1997)
- Taian ni butsumetsu di Seiji Izumi (1998)
- Jubunairu di Takashi Yamazaki (2000)
- Tomie: Re-birth di Takashi Shimizu (2001)
- Ashita ga aru sa: The Movie di Hitoshi Iwamoto (2002)
- One Piece: Trappola mortale (voce) di Kōnosuke Uda (2003)
- Shoro nagashi di Mitsutoshi Tanaka (2003)
- The Last Love Song on This Little Planet (Saishū heiki kanojo) di Taikan Suga (2005)
- Nagai nagai satsujin di Manabu Asou (2008)

### Televisione
- Hakusen nagashi (serie TV) (1996)
- Skip (serie TV) (1996)
- Hakusyuu no Toki (film TV) di Katsumi Ohyama (1996)
- Sore ga kotae da! (serie TV) (1997)
- Hakusen nagashi 19 no haru (film TV) di Hitoshi Iwamoto (1997)
- Aishi suginakute yokatta (serie TV) (1998)
- Tsukisoibito no uta (film TV) di Shintarō Sofue (1998)
- Shin dousei jidai (film TV) di Masahiko Hinako e Masahiro Kunimoto (1998)
- Kurenai (serie TV) (1998)
- Shinano no Columbo (film TV) di Yoshiko Hoshida (1998)
- Ishimitsu Makiyo no shogai (film TV) di Yoshiko Hoshida (1998)
- Rakuen eno hashi (film TV) di Yasuo Tsuruhashi (1998)
- Boyhunt (serie TV) (1998)
- Shinsengumi keppuhroku (serie TV) (1998)
- Life (manga) (2007)
- Gap the Bag (film TV) (2009)

## Discografia

### Album
- Watashi no Sukina Mono (1995)
- 私の好きなもの (1995)
- Like a best friend (1998)
- Miki Sakai Collection (びっぷ!コレクション Miki Sakai Collection) (2004)